# Herbert Grötzsch

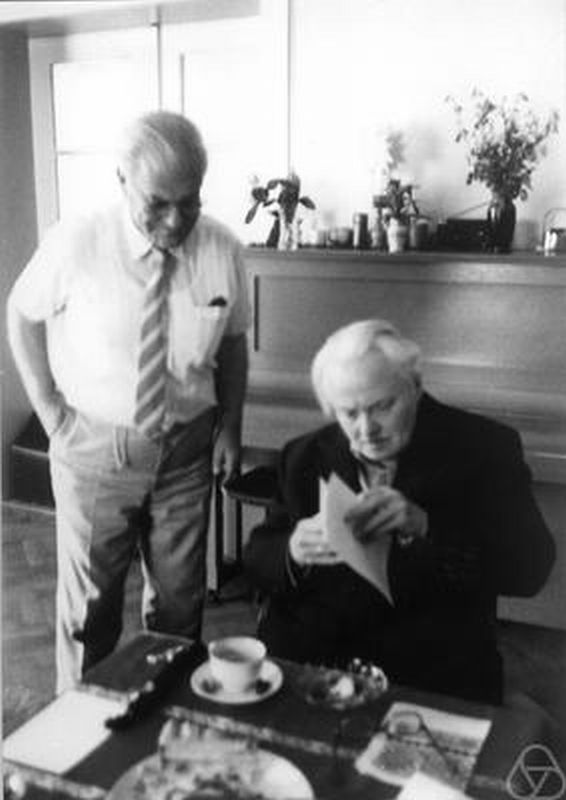
Herbert Grötzsch (direita) em seu aniversário de 86 anos em Halle, com Horst Tietz.

Camillo Herbert Grötzsch (Döbeln, 21 de maio de 1902 – Halle, Saale, 15 de maio de 1993) foi um matemático alemão, que trabalhou com teoria dos grafos.

O grafo de Grötzsch

Obteve um doutorado em 1929 na Universidade de Leipzig, orientado por Paul Koebe. Dentre seus orientados consta Horst Sachs.

## Publicações
- Herbert Grötzsch, Über die Verzerrung bei schlichten nicht-konformen Abbildungen und über eine damit zusammenhängende Erweiterung des Picardschen Satzes, Sitzungsberichte sächs. Akad. Wiss., Math.-Phys. Klasse, vol. 80, 1928, pp. 503–507